# Chalcides boulengeri
Chalcides boulengeri (циліндричний сцинк Буленджера) — вид сцинкоподібних ящірок родини сцинкових (Scincidae). Мешкає в Північній Африці. Вид названий на честь британсько-бельгійського зоолога Джорджа Альберта Буленджера.

## Поширення і екологія
Циліндричні сцинки Буленджера поширені від півночі Західної Сахари і Мавританії та півдні Марокко через південь центрального Алжиру до центрального і південного Тунісу та північно-західної Лівії. Вони живуть в пустелях і напівпустелях на півночі Сахари, серед піщаних дюн і в піщаних сухих руслах річок, на висоті до 1000 м над рівнем моря. Живородні, самиці щороку народжують 2 дитинчат.